# Draft 1959 de la NBA
1958 1960
La draft 1959 de la NBA est la 13e draft annuelle de la National Basketball Association (NBA), se déroulant en amont de la saison 1959-1960. Elle s'est tenue le 31 mars 1959 à Cincinnati (Ohio). Elle est organisée en 14 tours avec 85 joueurs sélectionnés,.
Lors de cette draft, 8 équipes de la NBA choisissent à tour de rôle des joueurs évoluant au basket-ball universitaire américain. Les deux premiers choix de la draft se décident entre les deux équipes arrivées dernières de leur division lors de la saison 1958-1959.
Wilt Chamberlain fut le territorial pick des Warriors de Philadelphie. Les équipes NBA avaient la possibilité, avant la draft, de sélectionner un joueur qui venait d'un lycée à moins de 80 kilomètres de la ville et abandonnèrent alors leur premier choix.
Bob Boozer est ensuite choisi en premier choix par les Royals de Cincinnati, après que Chamberlain et Bob Ferry aient été sélectionnés en tant que territorial pick.
La draft comprend deux futurs « Hall of Famers » avec Chamberlain et Bailey Howell.
Lors de sa toute première saison au sein de la ligue, Chamberlain parvient à glaner le titre de NBA Rookie of the Year, ainsi que celui de NBA Most Valuable Player de la saison 1959-1960. Il devient le premier à réaliser cet exploit, suivi de Wes Unseld en 1969.

## Draft
| ^ | Signale un joueur qui a été intronisé au Basketball Hall of Fame                        |
| + | Signale un joueur qui a été sélectionné pour au moins un match annuel NBA All-Star Game |
| m | Signale un joueur qui a remporté le titre de MVP au cours de sa carrière                |
| R | Signale le joueur qui a remporté le titre de NBA Rookie of the Year                     |

### Territorial pick
| Rang | Joueur                | Nationalité | Équipe NBA               | Université/Lycée/Club |
| ---- | --------------------- | ----------- | ------------------------ | --------------------- |
| TP   | Wilt Chamberlain^ m R | États-Unis  | Warriors de Philadelphie | Kansas                |
| TP   | Bob Ferry             | États-Unis  | Hawks de Saint-Louis     | Saint-Louis           |

### Premier tour
| Rang | Joueur         | Nationalité | Équipe NBA            | Université/Lycée/Club |
| ---- | -------------- | ----------- | --------------------- | --------------------- |
| 1    | Bob Boozer+    | États-Unis  | Royals de Cincinnati  | Kansas State          |
| 2    | Bailey Howell^ | États-Unis  | Pistons de Détroit    | Mississippi State     |
| 3    | Tom Hawkins    | États-Unis  | Lakers de Minneapolis | Notre Dame            |
| 4    | Dick Barnett^  | États-Unis  | Nationals de Syracuse | Tennessee State       |
| 5    | Johnny Green+  | États-Unis  | Knicks de New York    | Michigan State        |
| 6    | John Richter   | États-Unis  | Celtics de Boston     | North Carolina State  |

### Deuxième tour
| Rang | Joueur           | Nationalité | Équipe NBA               | Université/Lycée/Club |
| ---- | ---------------- | ----------- | ------------------------ | --------------------- |
| 7    | Tom Robitaille   | États-Unis  | Pistons de Détroit       | Rice                  |
| 8    | Don Goldstein    | États-Unis  | Pistons de Détroit       | Louisville            |
| 9    | Joe Ruklick      | États-Unis  | Warriors de Philadelphie | Northwestern          |
| 10   | Rudy LaRusso+    | États-Unis  | Lakers de Minneapolis    | Dartmouth             |
| 11   | Bumper Tormohlen | États-Unis  | Nationals de Syracuse    | Tennessee             |
| 12   | Alan Seiden      | États-Unis  | Hawks de Saint-Louis     | St. John's            |
| 13   | Cal Ramsey       | États-Unis  | Hawks de Saint-Louis     | NYU                   |
| 14   | Gene Guarilia    | États-Unis  | Celtics de Boston        | George Washington     |

### Troisième tour
| Rang | Joueur          | Nationalité | Équipe NBA               | Université/Lycée/Club |
| ---- | --------------- | ----------- | ------------------------ | --------------------- |
| 15   | Mike Mendenhall | États-Unis  | Royals de Cincinnati     | Cincinnati            |
| 16   | Gary Alcorn     | États-Unis  | Pistons de Détroit       | Fresno State          |
| 17   | Jim Hickaday    | États-Unis  | Warriors de Philadelphie | Memphis State         |
| 18   | Bobby Smith     | États-Unis  | Lakers de Minneapolis    | West Virginia         |
| 19   | Jon Cincebox    | États-Unis  | Nationals de Syracuse    | Syracuse              |
| 20   | Bob Anderegg    | États-Unis  | Knicks de New York       | Michigan State        |
| 21   | Hank Stein      | États-Unis  | Hawks de Saint-Louis     | Xavier                |
| 22   | Ralph Croswaite | États-Unis  | Celtics de Boston        | Western Kentucky      |